# 姚憾
姚憾（1875年—1924年），字恨吾，安徽桐城人，中国大学第六任校长。

## 生平
姚憾早年曾前往日本早稻田大学留学，期间加入中国同盟会。返国后，1912年任北京国民大学专门部主任。1914年出任上海吴淞中国公学校长。1915年国民大学与吴淞中国公学合并为中国公学大学部（吴淞中国公学改称中学部）后，出任第六任校长。1917年学校改名中国大学。1921年任期届满后辞职，1924年逝世。

## 著作
- 姚憾撰，最近时西洋外交史 东亚外交史，民国8-9年（1919年-1920年）铅印本
- 姚憾辑，最近东亚外交史 西洋最近外交史，北京法政专门学校，民国铅印本